# Commelinidae
Commelinidae is een botanische naam in de rang van onderklasse: de naam is gevormd vanuit de familienaam Commelinaceae.
Het Cronquist-systeem (1981) gebruikte deze naam voor een van de vijf onderklassen in de klasse Liliopsida, de naam die Cronquist gebruikte voor de eenzaadlobbigen. De samenstelling was deze:
- onderklasse Commelinidae
orde Commelinales
orde Cyperales
orde Eriocaulales
orde Hydatellales
orde Juncales
orde Restionales
orde Typhales

Deze groep correspondeert tot op zekere hoogte met de orde Poales in het APG II-systeem (2003), maar deze mist de familie Commelinaceae en omvat daarentegen wel de familie Bromeliaceae.
De naam Commelinidae wordt ook gebruikt in andere systemen dan dat van Cronquist; op wat voor groep de naam dan betrekking heeft wordt dan aldaar beschreven.